# تأثير الدومينو
تأثير الدومينو بالإنجليزية (Domino Effect) هو تفاعل تسلسلي يحدث عندما يسبب تغيير صغير تغييراً مماثلاً بجواره والذي بدوره سيحدث تغييراً مماثلاً وهكذا دواليك في تسلسل خطي.يمكن لهذا المصطلح أن يستعمل حرفياً للتعبير عن سلسلة من الاصطدامات أو مجازياً في السياسة وفي المالية العالمية وغيرها، عند الاعتقاد بأن حدوث شيء سيئ قد يؤدي إلى حدوث سلسلة من الأحداث المتتالية السيئة. يؤخذ على الاستخدام المجازي لتأثير الدومينو أنه قد لا يكون صحيحا، ويستخدم فقط للإقناع دون تقديم أدلة على حتمية العواقب السيئة المتتالية، إذ أن حتى الدومينو الفعلي لا يكون سقوطه حتميا، فقد يؤدي اختلال بسيط إلى عدم حصول وقوع متسلسل لبقية القطع.

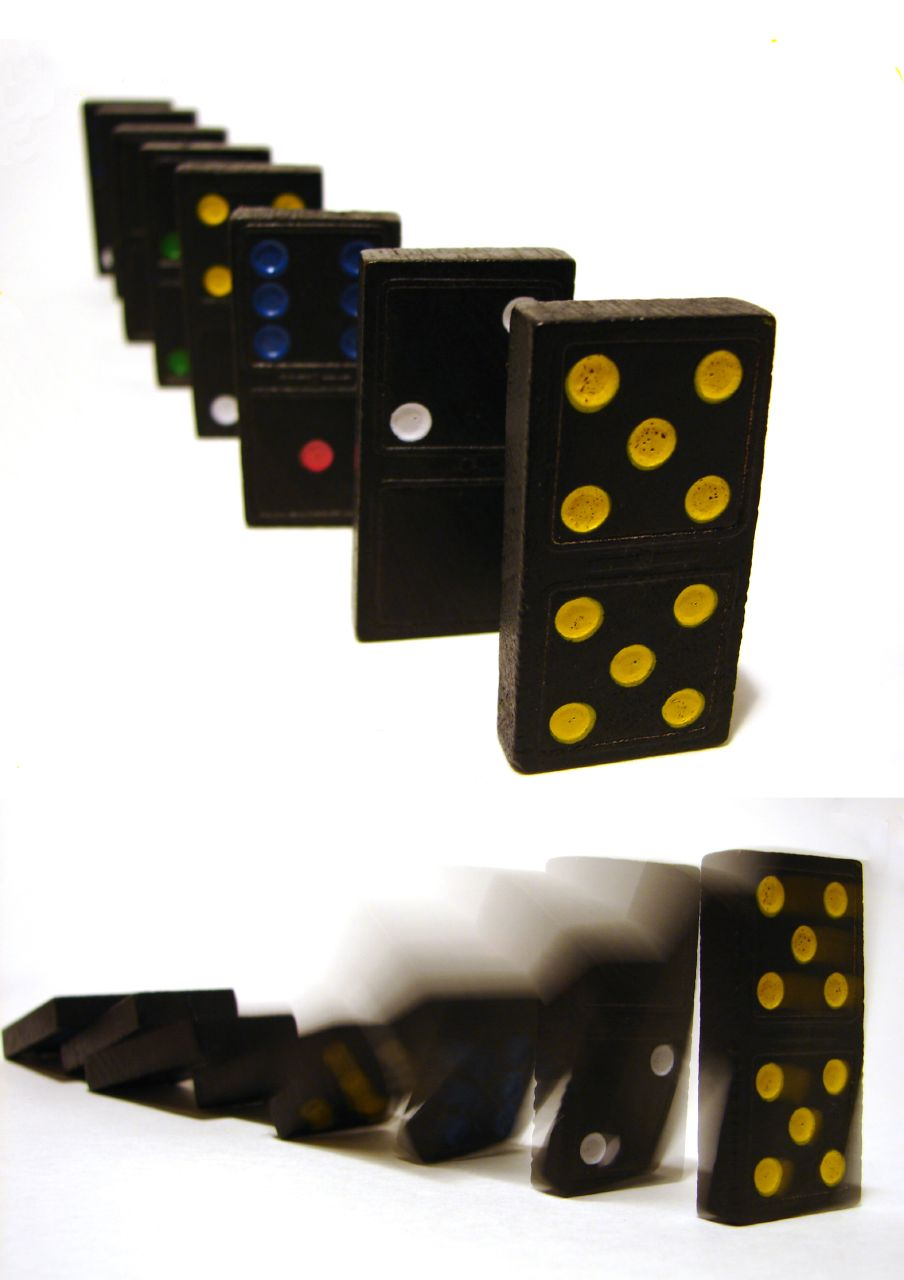
(في الأعلى) قطع الدومينو واقفة، (في الأسفل) قطع الدومينو في حالة حركة

## وصلات خارجية
- تأثير الدومينو على يوتيوب، قريب جدا، قناة الحرة، 25 فبراير 2011